# Estadio Nacional de Afganistán
El Estadio Nacional de Afganistán o Estadio Ghazi es un estadio multiuso ubicado en Kabul, Afganistán. Fue construido durante el reinado de Amanulá Khan en 1923.
El primer partido internacional jugado en el Estadio Ghazi fue el partido de fútbol entre las selecciones de Afganistán y de Irán el 1 de enero de 1941, siendo el resultado un empate a 0 goles.
Durante la década de 1990 el estadio fue utilizado por el gobierno Talibán como lugar para realizar ejecuciones públicas. Actualmente se encuentra reservado para partidos de fútbol. En este estadio juega la Selección nacional de fútbol de Afganistán y su capacidad es de 25 000 espectadores.